# Saint-André-de-Majencoules
Saint-André-de-Majencoules é uma comuna francesa na região administrativa de Occitânia, no departamento de Gard. Estende-se por uma área de 21,79 km². Em 2010 a comuna tinha 603 habitantes (densidade: 27,7 hab./km²).